# Cúchares
Francisco Arjona Herrera, també anomenat «Cúchares» i «Curro Cúchares» (Madrid, 20 de maig de 1818 - L'Havana, 4 de desembre de 1868), va ser un torero espanyol, fill del banderillero Manuel Arjona «Costuras», nebot de Francisco Herrera Rodríguez «Curro Guillén» i pare de Francisco Arjona Reyes «Currito».

## Biografia
És criat des de molt curta edat a Sevilla, on el seu pare treballava com a empleat de l'escorxador. Orfe des dels 10 anys, ingressa als 12 a l'Escola de Tauromàquia d'aquesta ciutat, rebent els coneixements del mestre Pedro Romero.
Debuta en públic el 26 de juliol de 1833, en una correguda de Juan León. Debuta a Madrid el 27 d'abril de 1840, amb caps de bestiar del duc de Veragua i de Manuela de la Dehesa, com banderillero de Juan León. Pren l'alternativa a la mateixa ciutat el 27 d'abril de 1842, encara que no hi va haver cessió de trastos. Des d'aquest moment emprèn una rivalitat taurina amb «Paquiro», rivalitat desplaçada posteriorment cap a José Redondo «El Chiclanero». Durant aquesta dècada és el favorit de gran part de l'afició, si bé el seu toreig comença a decaure gradualment a causa d'una lesió al genoll. Tot i això continua torejant i el 5 d'agost de 1857 inaugura, al costat del seu germà Manuel, la plaça de toros de Cartagena. La inauguració oficial de la plaça de toros de València (la plaça de toros del carrer Xàtiva) es va realitzar durant els dies 20, 21 i 22 de juny de 1859, en unes corregudes en què Francisco Arjona «Cúchares» va actuar com a única espasa, bregant caps de bestiar de les ramaderies de Viuda de Zalduendo i de Nazario Carriquiri.
És el primer torero de la història que es fa ramader de toros de lídia; va ser a través d'una partida de bestiar que va comprar al duc de Veragua.
El 1868 emprèn viatge a Cuba on havia de participar en múltiples festeigs. Lamentablement contrau la febre groga (o vòmit negre) i mor el 4 de desembre de 1868 a la capital cubana, on és enterrat. El 1885 les seves restes són traslladats a Espanya i reposen a la parròquia de San Bernardo de Sevilla.

## Llegat
Se'l considera un dels més grans coneixedors taurins, mai va rebre un cop de banya en la seva dilatada carrera. Les seves aportacions a la faena de muleta són considerables, sent el primer a desenvolupar el toreig amb la mà dreta d'una manera uniforme i estilísticament acceptada. Va ser el primer de la història a utilitzar la muleta com a mitjà artístic. Anteriorment la muleta s'utilitzava principalment per preparar el toro per a la mort.
| « | Era un torero segur amb l'estoc i, si bé els seus detractors li criticaven d'ésser vanitós (un aficionat una vegada li va cridar «rebi vostè aquest toro» al que ell va respondre «quía! el que jo rebo són els diners») i avantatgista, el seu art ha superat les crítiques i encara avui es coneix al toreig com «l'art de Cúchares». | » |